# Siren (film)
Siren è un film statunitense del 2016 diretto da Gregg Bishop. Si tratta del primo spin off tratto dal lungometraggio V/H/S: l'opera è infatti una versione estesa del segmento Amateur Night.

## Trama
A pochi giorni dal suo matrimonio, dopo una notte di passione con la futura moglie Eva, Jonah parte con suo fratello maggiore Rand e alcuni amici per un addio al celibato da svolgere in un luogo economico. Dopo essersi imbattuti in uno strip club poco soddisfacente, i ragazzi accettano l'invito di uno sconosciuto e lo seguono fino a un club da lui definito d'élite: qui si ritrovano circondati da molte persone con problemi fisici o apparentemente strani, tuttavia ci sono anche bellissime ragazze che si esibiscono e in un primo momento non ci prestano molta attenzione. Il titolare del locale misteriosamente conosce il nome di Jonah e sa del suo addio al celibato: invita dunque i ragazzi in una zona privata, accettando di concedere al futuro marito l'attrazione migliore che abbia che non includa l'atto sessuale vero e proprio. In cambio chiede agli altri un pagamento molto particolare: che si concentrino sul ricordo più caro che ciascuno ha con la propria madre affinché lui possa appropriarsene.
Da solo in una zona privata del club, Jonah rimane completamente ammaliato dal canto di una bellissima ragazza che viene tenuta prigioniera in una cella: lui può infatti vederla solo attraverso un vetro. Nel frattempo gli altri ragazzi tornano al bar e uno di loro consuma uno strano alcol contenente una sanguisuga: inizia dunque a stare male fisicamente ed a delirare. Dopo alcuni minuti, Jonah accorre e chiede ai compagni di aiutarlo a liberare la prostituta tenuta prigioniera: il gruppo è scettico, soprattutto dopo aver iniziato a notare le stranezze del posto ed averne intuito la pericolosità, tuttavia Ash si lascia coinvolgere mentre gli altri due attendono in macchina. Jonah e Ash riescono a liberare la ragazza, che dopo pochi minuti si libera di una strana cavigliera: a quel punto può mostrare la sua vera identità di terribile sirena e usare i suoi poteri per uccidere chi prova a fermare la sua fuga. Il gruppo si ricongiunge in macchina e scappa via tuttavia Elliott, colui che aveva bevuto il drink, delira sempre di più.
In seguito a un incidente stradale causato proprio dalla sirena, il proprietario del locale (Mr. Nyx) riesce a braccare Ash e lo sequestra per poi lasciare che uno dei suoi dipendenti lo torturi. La barista che aveva servito il drink a Elliott rivela una capigliatura formata proprio da sanguisughe come quella usata per il drink: usa dunque una di esse per rubare il ricordo della tortura subita ad Ash, dopo di che la inserisce in un altro drink. Nel frattempo i fratelli Jonah e Rand scappano via e, dopo essere sfuggiti alla sirena, si rifugiano in una stazione di servizio: qui vengono tuttavia braccati da due poliziotti corrotti che lavorano per Mr. Nyx e che su suo ordine vorrebbero condurli ad una chiesa abbandonata. L'intervento della sirena causa la morte dei due agenti e permette a Rand di scappare, tuttavia il mostro rapisce Jonah e lo costringe ad un rapporto sessuale: mentre si lascia penetrare dall'uomo, la sirena lo sodomizza a sua volta attraverso la sua coda.
Sfuggito al mostro durante la notte, Jonah viene raggiunto dalla barista che, dopo averlo obbligato a bere il drink e ad assistere quindi alla tortura di Ash, lo convince a seguirla alla chiesa abbandonata affinché attiri lì la sirena e partecipi a un rituale che la renda nuovamente prigioniera. Una volta nel luogo, l'uomo viene effettivamente raggiunto dalla sirena ma si rifiuta di eseguire il rituale: da questa scelta deriva una violenta lotta fra Nyx e i suoi scagnozzi e la sirena, con Nyx intenzionato a uccidere Jonah e Ash. Anche Rand accorre e interviene nella lotta, finendo per essere ucciso da Nyx: quest'ultimo viene tuttavia assassinato dalla sirena stessa, che subito dopo vola via e permette a Jonah ed Ash di ritornare a casa. Un anno dopo, quando Eva e Jonah celebrano il loro primo anniversario di matrimonio, la sirena li raggiunge presso la loro abitazione e, dopo essersi finta Eva ed aver avuto un rapporto sessuale con Jonah, lo porta via con sé per sempre.

## Produzione
Annunciato al pubblico nel 2015, il film avrebbe dovuto inizialmente essere diretto da David Bruckner, già regista di Amateur Night. Bruckner ha tuttavia dovuto rinunciare all'incarico per via di altri impegni, dunque la produzione ha scelto di affidare la regia a Bishopp, già regista di V/H/S: Viral. Bruckner è stato comunque coinvolto nel progetto in qualità di produttore esecutivo.
La scelta dell'attrice a cui affidare il ruolo della sirena è ricaduta su Hannah Fierman, che aveva già interpretato lo stesso ruolo in V/H/S. Per le parti in cui era previsto che la sirena cantasse, il regista ha scelto di utilizzare effettivamente la voce della Fierman.

## Distribuzione
Il film è stato distribuito nel 2016, dapprima nei cinema e successivamente nel mercato home video.

## Accoglienza
Sull'aggregatore Rotten Tomatoes il film riceve il 65% delle recensioni professionali positive con un voto medio di 5,3 su 10 basato su 20 critiche, mentre su Metacritic ottiene un punteggio di 54 su 100 basato su 9 critiche.